# وان پیس: ازدحام
وان پیس: ازدحام (انگلیسی: One Piece: Stampede) انیمه فیلم فانتزی و فیلم اکشن به کارگردانی تاکاشی اوتسوکا و محصول توئی انیمیشن است.